# Assen
Pour les articles homonymes, voir Assen (homonymie).
Assen est une ville, une commune et la capitale de la province néerlandaise de Drenthe. Elle se trouve dans le nord des Pays-Bas au sud de la ville de Groningue. La surface de la commune est de 89 km2 et la ville compte 62 857 habitants (données du 1er juin 2005).
Assen est connue pour son Grand Prix motocycliste, tenu le troisième samedi du mois de juin (jusqu'en 2015) sur le TT Circuit Assen.

## Histoire
Le couvent Sainte-Marie de Coevorden s'établit à cet endroit en 1258. Le cimetière a été dévasté à plusieurs reprises, si bien qu'aujourd’hui seuls les noms de rue commémorent la présence d'une institution religieuse. Le couvent a été abandonné en 1602, et ses locaux furent utilisés comme salles de réunion par la chambre provinciale du comté. La localité d'Assen se constitua au XVIIe siècle aux alentours de l'ancien cimetière, mais ce n'est qu'au XVIIIe siècle qu'elle finit par englober ces terrains et fit de ces terres désolées une véritable ville. En 1807, les communes avoisinantes furent incorporées à Assen sur ordre du prince Louis Bonaparte, qui se préoccupait beaucoup de la pauvreté de la population de la Drenthe tout en imaginant de grands projets de développement pour la région ; c'est ainsi que dès 1809, Assen obtint une charte municipale, et qu'en 1814 elle devint le chef-lieu de la province de Drenthe.
En avril 1945, dans les jours qui précèdent la libération de la ville par les troupes canadiennes de la 2e armée britannique, la région d'Assen est le théâtre d'une intervention de parachutistes français chargés de désorganiser les défenses allemandes : c'est l'opération Amherst, dernière opération aéroportée de la guerre.
Le 13 mars 1978, des extrémistes originaires des Moluques (plus précisément de l'île d'Ambon) firent irruption dans le siège de chef-lieu et s'emparèrent de 70 personnes dont ils firent leurs otages. Dans l'ultimatum qu'ils adressèrent aux autorités néerlandaises, ils exigeaient la libération de 21 indépendantistes des Moluques du Sud ainsi qu'un avion pour leur rapatriement ; le lendemain, des soldats d'élites libéraient les otages, mais l'un des otages mourut des suites de ses blessures. Les Amboinais capturés furent condamnés à 15 ans de détention.

## Jumelages
La ville d'Assen est jumelée avec :
- Poznań (Pologne) depuis le 22 octobre 1992 ;
- Vryburg (Afrique du Sud) depuis 1999.

## Sport et culture
Assen a accueilli le départ du Tour d'Espagne cycliste, pour l'édition 2009, avec un prologue dans les rues de la ville.
Dans la cour de l’ancien monastère se dresse l'ancien Hôtel des États de Drenthe, qui abrite aujourd’hui le Musée régional de Drenthe, les archives royales et la chapelle de l'abbaye. Le palais de justice est un édifice d’architecture néoclassique qui a pignon sur la rue Noordelijker. La caserne Johan-Willem-Friso, toujours en service, a été construite vers 1900.
Un monument situé à l'entrée ouest d'Assen rappelle la mémoire des 33 parachutistes français morts dans l'opération Amherst en avril 1945.

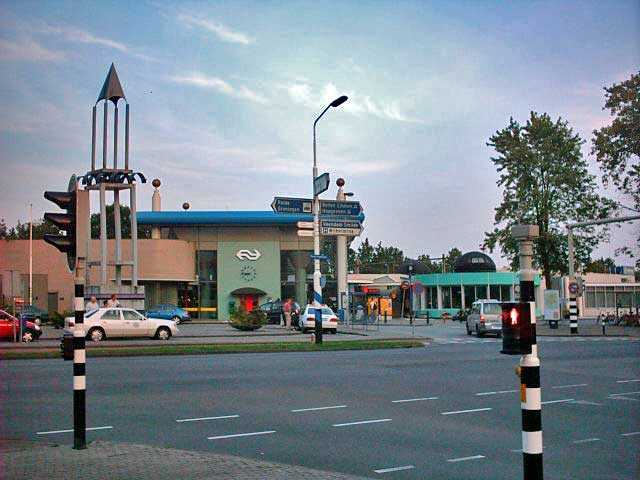
Gare ferroviaire d'Assen.
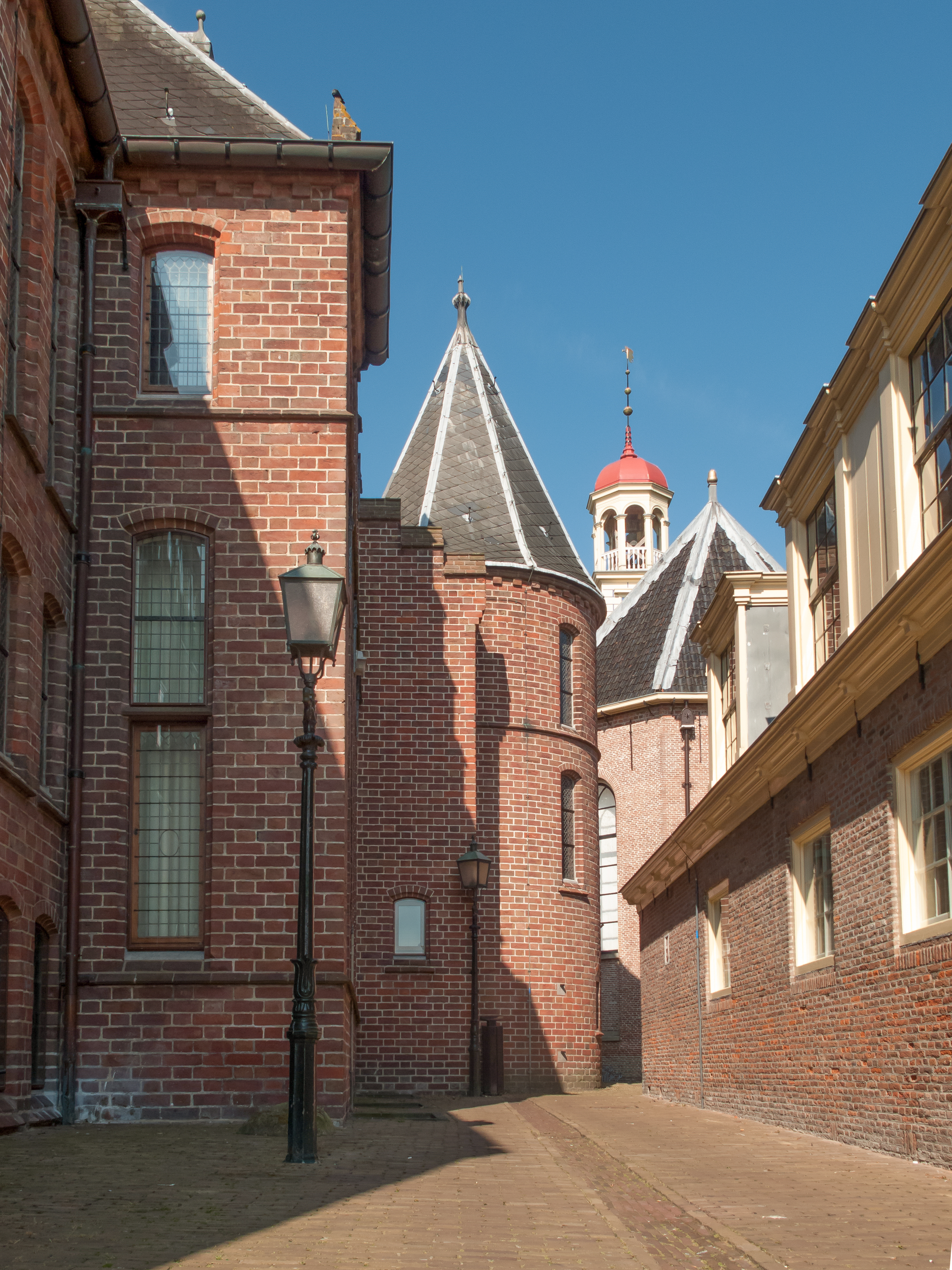
La tour des archives provinciales.
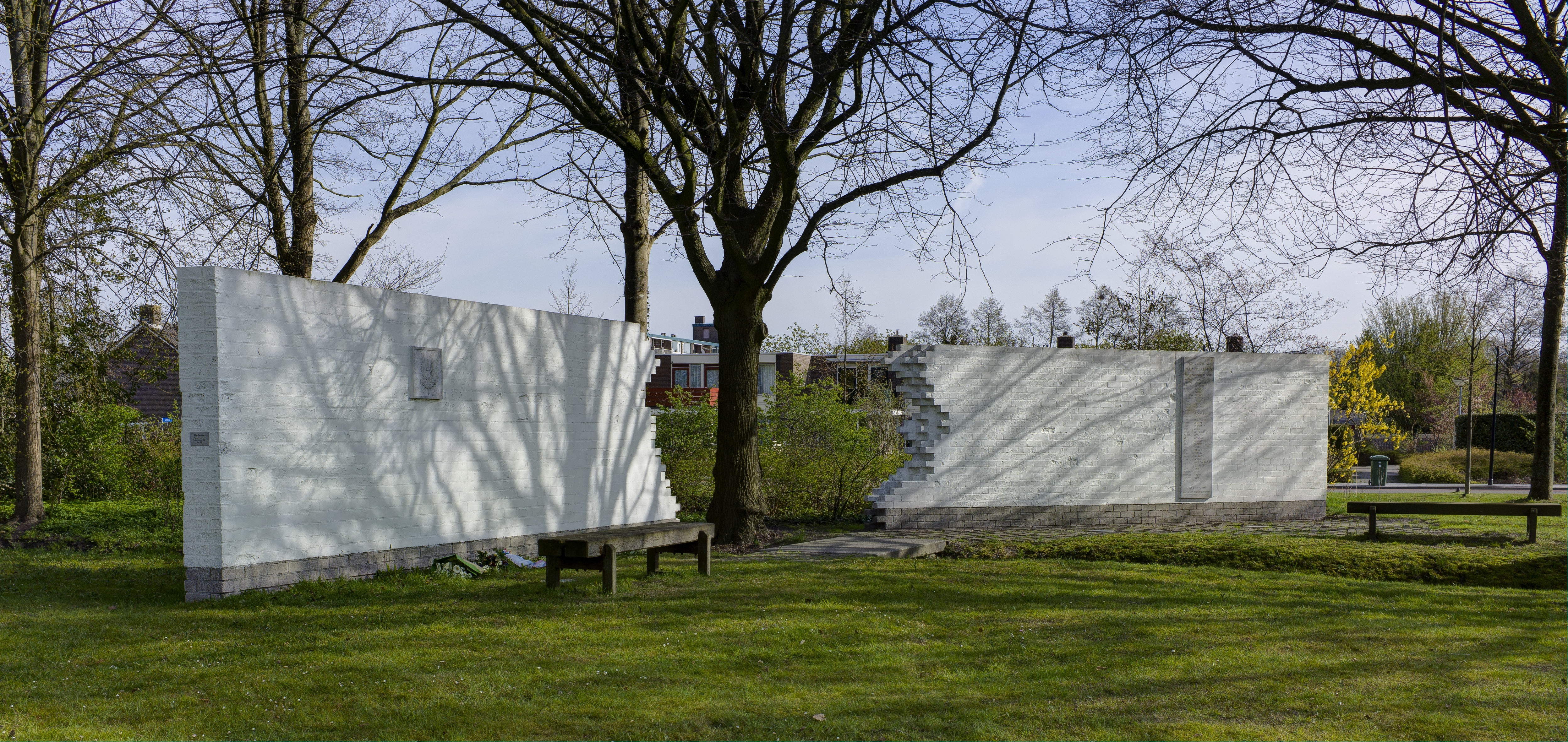
Mémorial des SAS français.

## Personnalités liées à la ville
- Jan Fabricius (1871-1964), dramaturge
- Hans Linthorst Homan (1903-1986), homme politique et diplomate
- Henk Feldmeijer (en) (1910-1945), collaborateur nazi
- Jan Meyer (1927-1995), artiste peintre, lithographe, sculpteur
- Bas Roorda (en) (1973-), footballeur
- Peter Hoekstra (1973-), footballeur
- Marc de Maar (1984-), coureur cycliste
- Inge Dekker (1985-), nageuse
- Brian Kamstra (1993-), coureur cycliste